# Вторая опиумная война
Вторая о́пиумная война (англ. Second Opium War, Second Anglo-Sino War, Second China War, Arrow War, Anglo-French expedition to China; фр. Seconde guerre de l'opium; кит. трад. 第二次鴉片戰爭, упр. 第二次鸦片战争, пиньинь Dì èr cì yāpiàn zhànzhēng) — вооружённый конфликт Великобритании и Франции с Цинской империей, продолжавшийся с 1856 по 1860 год.
В публицистике XIX века военные действия 1859—1860 годов выделялись в отдельную «Третью опиумную войну», в современной историографии все события 1856—1860 годов принято считать единым конфликтом.

## Предпосылки
Ослабление власти маньчжурских императоров после Первой опиумной войны стало переломным моментом в истории этого государства. В 1851 году в Цинской империи началось восстание тайпинов во главе с Хун Сюцюанем. На юге империи образовалось Тайпинское государство, с которым маньчжурское правительство вело изнурительную борьбу. На первых порах гражданской войны иностранные торговцы и миссионеры сочувствовали тайпинам. Формально Великобритания, Франция, США на первоначальном этапе тайпинского восстания соблюдали нейтралитет.
В 1850 году умер император Даогуан и на престол вступил его сын Сяньфэн, совершенно изменивший политику своего отца относительно европейцев. Увеличилось количество примеров насилия над европейцами в открытых для торговли портах; стали преследоваться китайцы-христиане, пользовавшиеся свободой вероисповедания на основании договоров; китайские чиновники стали нарушать различные статьи торговых договоров. Самые частые столкновения между китайскими властями и европейцами происходили в Кантоне, где местные губернаторы постоянно препятствовали расширению факторий и не разрешали европейцам входить в китайскую часть города.
Всё это заставило европейские государства усилить эскадры у берегов Китая и предъявить императору совместное требование о перезаключении договоров 1842—1844 годов. Державы требовали для себя права неограниченной торговли на всей территории Китая, допущения своих постоянных послов в Пекин, официального права торговать опиумом. Цинское правительство отклонило эти требования, но к открытому конфликту это не привело, так как военные силы Великобритании в это время были связаны войнами с Россией и с Персией.

## Повод
В 1856 году имели место два случая дерзкого нарушения договоров, послужившие поводом к открытию враждебных действий европейских государств против Китая. В городе Синьлисянь в провинции Гуанси по приказанию местного чиновника был подвергнут наказанию французский миссионер Огюст Шапделен, позже скончавшийся, что противоречило одной из статей договора, обязывающей китайское правительство доставлять виновного в ближайшее консульство своей нации для производства над ним суда в присутствии консула.
8 октября того же года в Жемчужной реке китайскими властями было задержано английское судна «Эрроу», по их мнению, занимавшее контрабандной торговлей, пиратством и торговлей опиумом. Его экипаж был арестован, и китайцы спустили британский флаг. Британский консул в Кантоне Гарри Паркс связался с Е Минченем, имперским наместником в провинции, чтобы потребовать немедленного освобождения экипажа и извинений за предполагаемое оскорбление флага. В подкрепление требований английские морские силы сосредоточились у форта Барвер на Жемчужной реке в ожидании удовлетворительного ответа. Е Минчень оставался непреклонным, и только угроза, высказанная в послании от 21 октября, где говорилось, что в случае отказа через 24 часа будут открыты военные действия, заставила его выдать 12 арестованных матросов; письменного же извинения по поводу оскорбления английского флага он так и не прислал.
Британский генерал-губернатор Гонконга Джон Бауринг счёл оскорблением для достоинства Великобритании отказ наместника от извинения, потому после совещания с контр-адмиралом Майклом Сеймуром, командовавшим эскадрой, приказал тому овладеть фортами, оборонявшими речной путь к Кантону.

## Ход войны

### 1856-й
В конце октября — начале ноября 1856 года британская эскадра контр-адмирала Сеймура подвергла бомбардировке Кантон и захватила форты на Жемчужной реке, прикрывавшие подход к городу. Опасаясь нападения китайцев на европейские фактории в Кантоне, адмирал занял их морской пехотой и матросами. Для дальнейших операций у Сеймура не хватало сухопутных войск. Цинский наместник Е Минчэнь в своей прокламации к жителям города объявил, что за каждую голову англичанина он будет платить по 30 фунтов стерлингов, что привело к пожарам и убийствам европейцев. 14 января 1857 года британцы оставили фактории и некоторые форты и вернулись в Гонконг. Сеймур обратился с просьбой к генерал-губернатору Индии о присылке подкреплений. Британское правительство решило послать в Китай лорда Эльгина с экспедиционным корпусом в 5000 человек.

### 1857-й
Вскоре к Англии присоединилась и Франция, избрав в качестве повода для своего вмешательства арест и смерть французского миссионера Огюста Шапделена в провинции Гуанси. Она усилила свою эскадру до шести боевых судов, двух транспортов и четырёх канонерских лодок.

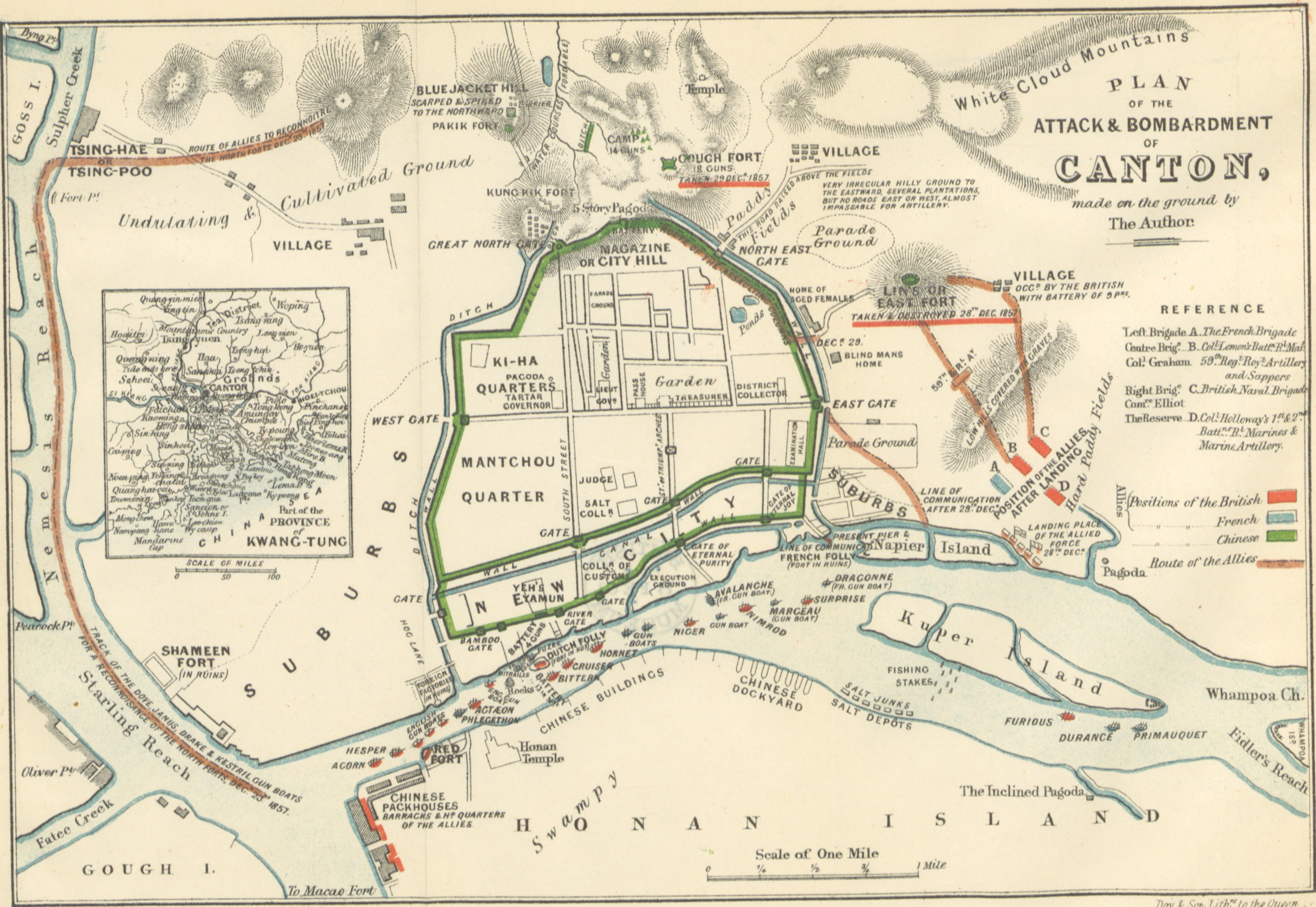
План атаки Кантона 28 декабря 1857 года

Почти весь 1857 год шли приготовления объединённых англо-французских сил к взятию Кантона. В связи с недостатком сухопутных войск было принято решение высадиться к востоку от города, а затем атаковать наружные форты и овладеть этим ключом Кантона без боя на городских улицах. Сражение за Кантон началось с морской бомбардировки, продолжавшейся в течение дня и ночи 28 декабря. Утром 29 декабря после обстрела с кораблей, завершившегося в 9 утра, высадившийся французский контингент в 950 человек под командованием адмирала Женульи и более 4700 британских солдат генерала Страубензе штурмом взяли форт Линь, а затем подошли к городским стенам. В 7 часов утра 30 декабря началась общая атака. Британские и французские солдаты по штурмовым лестницам взобрались на городские стены, а также прошли через брешь, пробитую артиллерией, и к двум часам дня захватили опорные пункты противника. Маньчжурские и китайские войска оказывали слабое сопротивление, ни в одном месте не выдержав удара противников; они довольствовались стрельбой с дальних расстояний из своих фитильных ружей и луков, китайская артиллерия не причинила войскам никакого вреда.

### 1858-й
После взятия Кантона союзники рассчитывали, что цинское правительство пойдёт на переговоры, и потребовало, чтобы китайские представители прибыли для переговоров в Шанхай не позднее 31 марта 1858 года. Когда представители не прибыли к этому сроку, англо-французское командование решило перенести главную операцию в Жёлтое море, и оттуда попытаться повлиять на пекинское правительство.

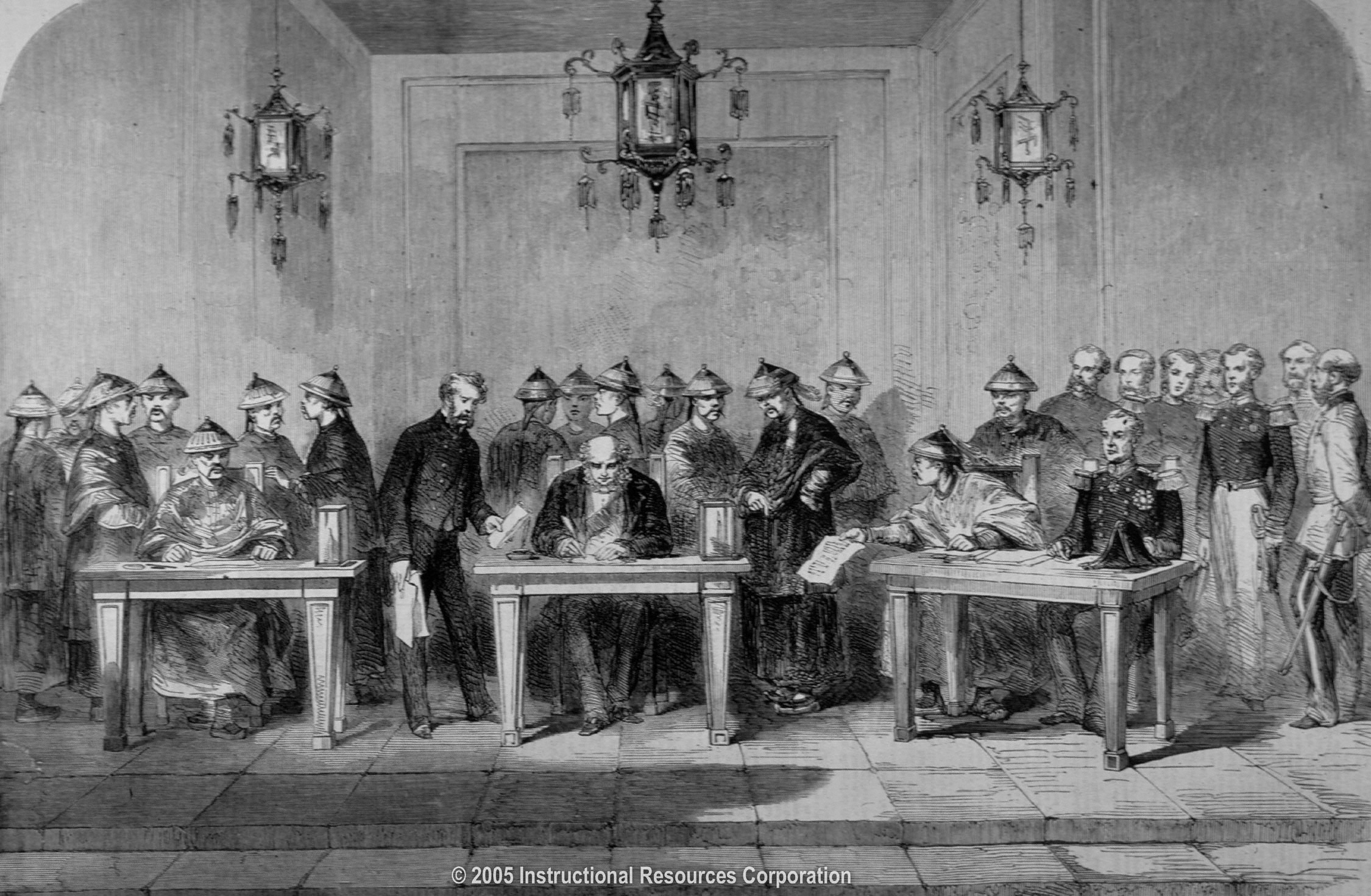
Подписание Тяньцзиньских трактатов

После прибытия 25 апреля большинства судов объединённой эскадры к устью Байхэ было решено сначала блокировать устье реки и захватить прикрывающие его форты, а затем двинуться вверх по Байхэ и занять город Тяньцзинь. Так как по водным путям через Тяньцзинь в Пекин поступало практически всё продовольствие, то это должно было вынудить правительство Цинской империи наконец начать переговоры о мире. В результате развернувшихся боёв за форты, последние были взяты 20 мая, и эскадра из малых судов 23 мая двинулась вверх по реке и вечером 26 мая достигла Тяньцзиня.
Китайскому правительству стало ясно, что дальнейшее сопротивление бессмысленно. Немедленно после прибытия союзной эскадры в Тяньцзинь было получено извещение, что китайский император назначил двух уполномоченных для заключения мирного договора. Императорские представители прибыли 30 мая, и после переговоров с представителями Великобритании, Франции, России и США были подписаны Тяньцзиньские трактаты. По ним европейской торговле были открыты шесть новых портов, миссионеры получили право свободно передвигаться внутри Китая, все иностранцы, обвиняемые в каких бы то ни было преступлениях, должны были передаваться в консульства и быть судимы по собственным законам, китайское правительство приняло на себя возмещение военных издержек.
На юге страны весной 1858 года сформировалось полноценное движение сопротивления против оккупации Кантона и округи. Покушения на часовых союзников и простых европейцев стали обычным явлением. В ответ французские оккупационные власти стали проводить репрессии в кварталах города и деревнях. В июле китайские войска попытались штурмовать Кантон, но не сумели вернуть город.
Воспользовавшись конфликтом, в 1858 году Россия убедила руководство Цинской империи заключить Айгунский договор, по которому Россия получила права на левый берег Амура и контроль над Уссурийским краем.

### 1859-й
Тяньцзиньские трактаты, подписанные в 1858 году, должны были быть ратифицированы в Пекине в 1859 году. Личный посланник российского императора Александра II, граф, генерал-адъютант, 28-летний Николай Павлович Игнатьев прибыл в столицу Китая по суше.
Английский, французский и американский представители следовали морским путём. Прибыв к устью реки Байхэ, они обнаружили, что разрушенные в прошлом году крепости Дагу, прикрывавшие вход в устье реки, не только восстановлены, но и перестроены на современный манер. Представитель китайской администрации предложил западным посланникам высадиться в Бэйтане, находившемся в нескольких километрах к северу, и оттуда следовать в Пекин сухим путём, однако посланники непременно желали доплыть до Тяньцзиня и обратились к командовавшему эскадрой английскому адмиралу Джеймсу Хоупу с просьбой открыть вход в Байхэ силой. 25 июня 1859 году адмирал Хоуп согласился исполнить просьбу посланников, полагая по примеру прошлой войны, что достаточно будет одного обстрела фортов для открытия входа в реку. Однако англо-французские войска, рассчитывавшие на лёгкий десант по образцу атаки прошлого года, неожиданно наткнулись на жёсткую китайскую оборону и, понеся значительные потери, были вынуждены отступить в Шанхай и ждать новых указаний из Европы.
Общественное мнение в Англии, во Франции и даже в Германии требовало примерного наказания китайцев за нарушение основных условий международного права. Упорное сопротивление китайцев при Дагу показало Англии и Франции, что с небольшой эскадрой рассчитывать на успех нельзя, и оба правительства решились послать в Китай значительные морские и сухопутные силы. Британскими войсками (12 290 человек) командовал генерал Джеймс Хоуп Грант, французскими (7650 человек) командовал генерал Шарль Кузен-Монтабан. Успех экспедиции обеспечивался поражениями цинских войск от тайпинов: повстанцы овладели всей южной частью собственно Китая до самой реки Янцзы. Положение императора Сяньфэна стало критическим: он сомневался в преданности подданных, и военные средства, находившиеся в его распоряжении, были истощены. Что же касается самих китайских войск, то они после предшествовавшей кампании совсем не стали лучше ни в образе ведения войны, ни в вооружении.

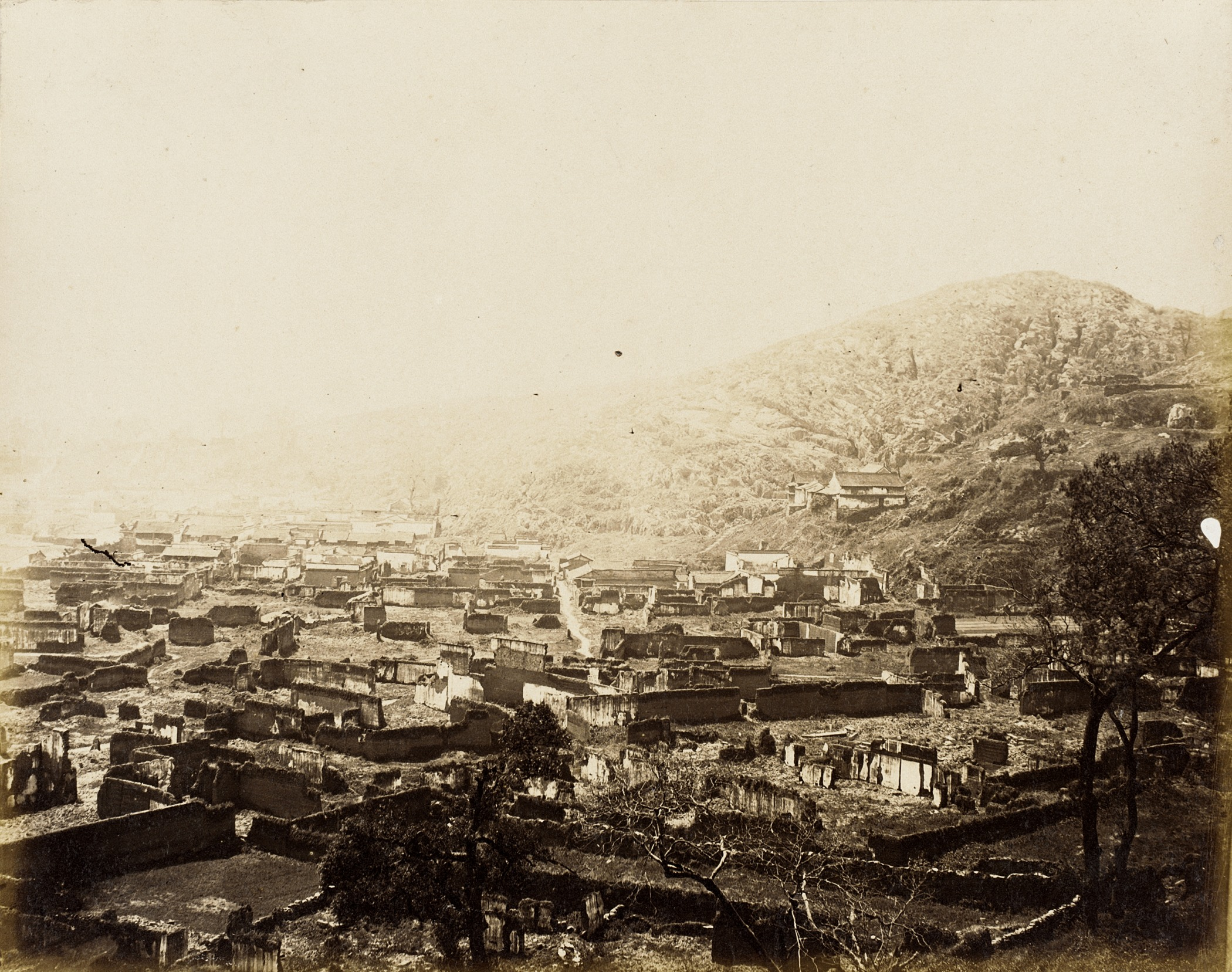
Разрушенная войсками интервентов китайская деревня, 1860

### 1860-й
В феврале 1860 года англо-французские войска собрались в Гонконге, затем в апреле были перевезены на острова Чжоушань возле Шанхая, а затем оттуда в июне доставлены в Чифу и Даляньхуан на Шаньдунском полуострове, которые был выбраны в качестве операционной базы. С 1 по 12 августа англо-французы высаживались в Бэйтане, 14 августа взяли Тангу, таким образом отрезав форты на левобережье Байхэ с суши от Тяньцзиня. 21 августа союзники успешно атаковали форты Дагу и взяли их. Войска генерала Сэнгэринчи вынуждены были отойти. Получив свободу плавания по Байхэ, союзники 23 августа без боя заняли Тяньцзинь, сделав его базой своего дальнейшего наступления на Пекин.

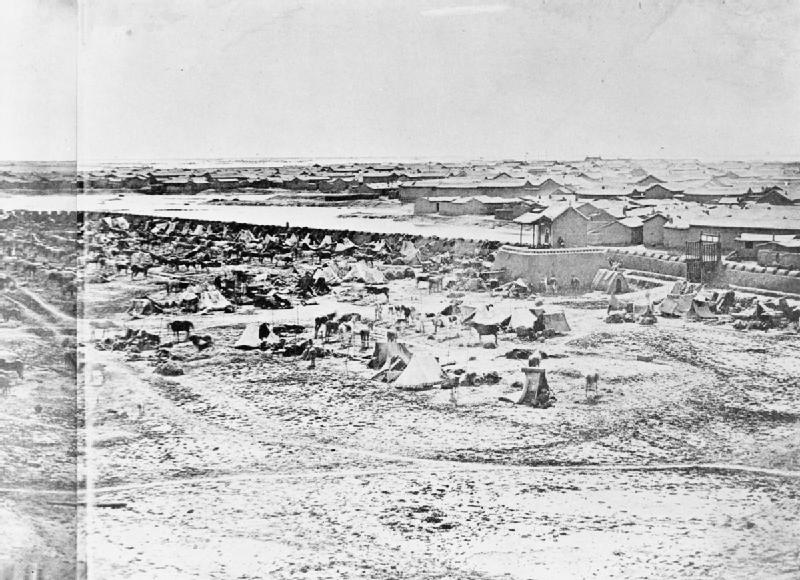
Лагерь союзников у южного форта Дагу

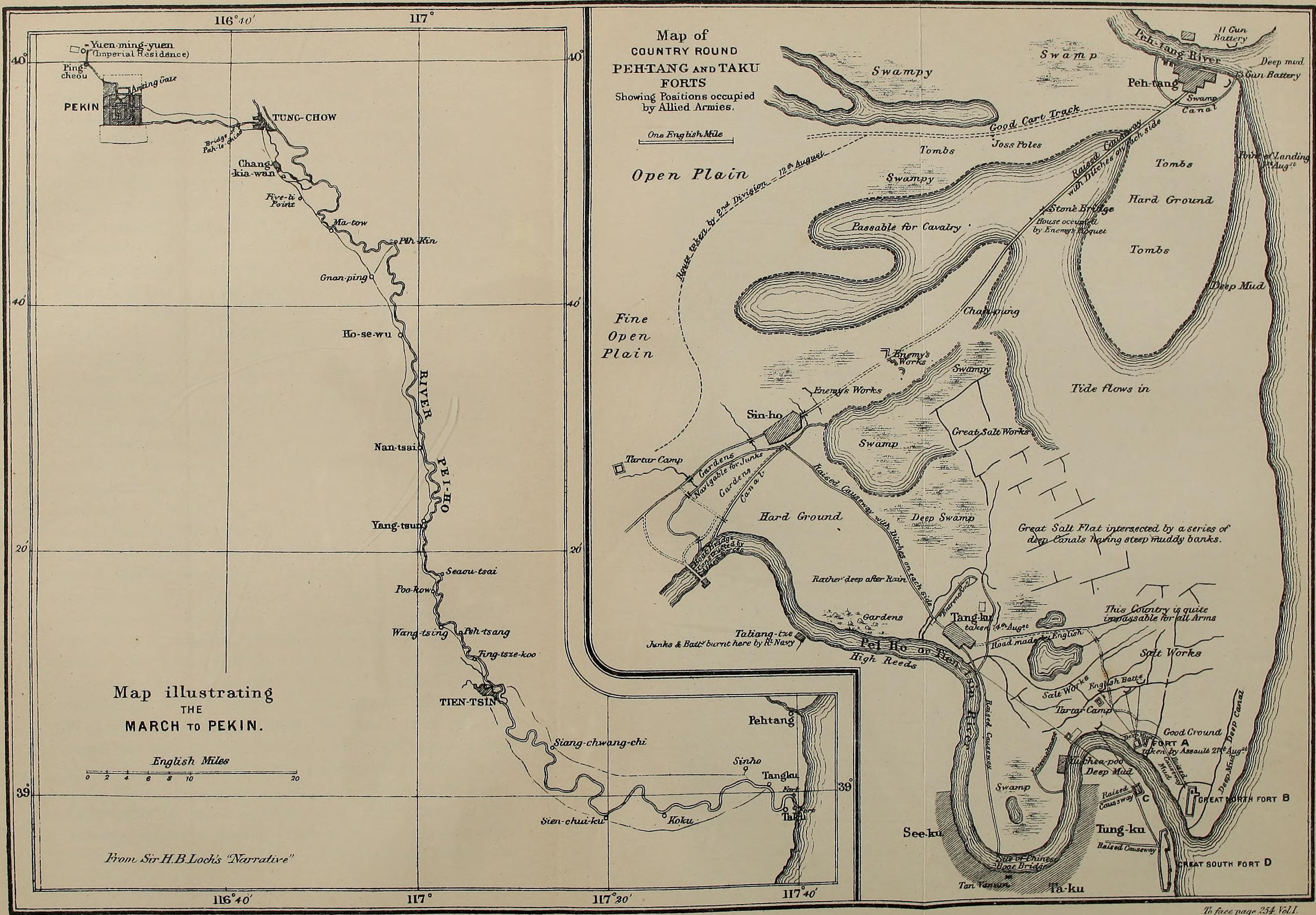
Карта наступления на Пекин

Прождав до 7 сентября и поняв, что китайские представители не намерены нормально вести переговоры, а лишь тянут время, союзники решили выступить к Тунчжоу и вступить в переговоры с китайскими представителями там. 13 сентября союзная армия достигла портового городка Хэсиу. До 15 сентября шло сосредоточение войск, тем временем возобновились дипломатические переговоры. Пока шли переговоры, командовавший цинскими войсками монгольский князь Сэнгэринчи сосредотачивал армию у Тунчжоу, рассчитывая одним ударом уничтожить слабые англо-французские силы. Переговоры должны были дать цинской стороне время для подтягивания маньчжурской конницы, которая была основной ударной силой.
17 сентября англо-французские войска достигли деревни Мадао в десятке километров от Тунчжоу. Утром 18 сентября они должны были подойти к Тунчжоу ещё ближе и расположиться на биваках, для выбора которых ещё накануне были высланы офицеры. Эти офицеры, выехав на рассвете из Тунчжоу для встречи своих войск, обнаружили южнее деревни Чжанцзявань китайские войска, расположившиеся в боевом порядке. Эти войска были разбиты, однако Сэнгэринчи не считал дело проигранным. Маньчжурская кавалерия была сконцентрирована к западу от Тунчжоу, готовясь дать решающее сражение. Для окончательного разгрома китайско-маньчжурских войск союзным силам понадобился ещё один бой — сражение у моста Балицяо 21 сентября, ставшее решающим. Из 50 000—60 000 человек, принимавших участие в сражении на стороне китайской армии, было потеряно около 3 000 сражавшихся и 27 бронзовых орудий. Потери союзников были ничтожны: французы потеряли 3 человека убитыми и 17 ранеными, англичане — 2-х убитыми и 29 ранеными.
Получив известие о поражении своей армии, император Айсиньгёро Ичжу бежал в провинцию Жэхэ, оставив вести переговоры своего младшего брата — великого князя Гуна. После недельных переговоров стало ясно, что китайцы опять пытаются выгадать время, и союзники приняли решение наступать на Пекин. Остановка у Балицяо дала англичанам и французам возможность подтянуть тылы, организовать систему снабжения и подвезти осадную артиллерию, необходимую для штурма столицы.
5 октября обе союзные армии выступили в путь и 6 октября достигли северо-восточного угла городской стены Пекина. Разведка сообщила, что у северо-западного угла находится укреплённый лагерь, который занимают 10 000 человек маньчжурских войск. Главнокомандующие решили немедленно двинуться туда и разбить врага в полевом сражении. Однако оказалось, что лагерь оставлен ещё в предыдущую ночь, а двигавшаяся на правом фланге английская кавалерия сообщила, что китайская армия отступила по направлению к летнему императорскому дворцу Юаньминъюань, находившемуся в 10—15 км к северо-западу от городской стены. Получив это известие, союзные главнокомандующие решили немедленно идти по направлению к дворцу, причём общим сборным пунктом обеих армий был назначен сам дворец.

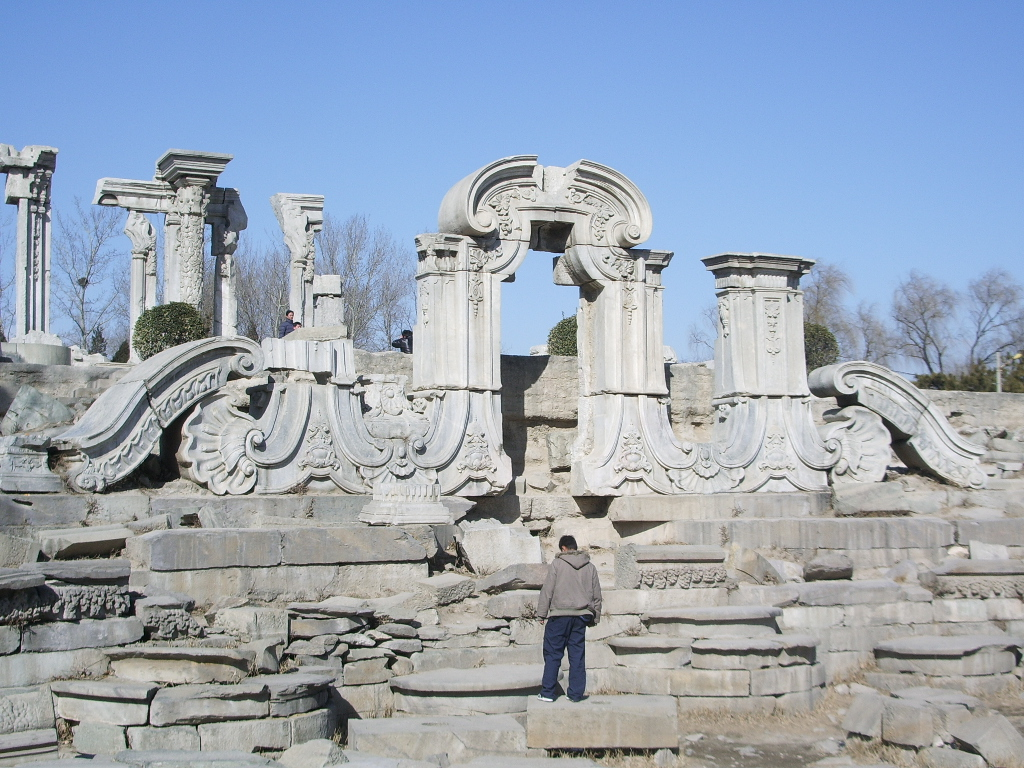
Руины разрушенного оккупантами дворца Юаньминъюань в Пекине

Двигаясь по незнакомым дорогам, английские и французские войска вскоре потеряли друг друга из виду; английская кавалерия потеряла свою пехоту и присоединилась к французским войскам. С наступлением ночи французы достигли дворца Юаньминъюань, где имели лишь небольшую стычку с плохо вооружённым отрядом дворцовой стражи из 20 человек. Английские войска по пути наткнулись на бивак маньчжурской конницы и в итоге были вынуждены заночевать на полдороге в небольшой деревне.
7 октября 1860 года начался совместный грабёж дворца, а также прилегавших к нему строений. В связи с тем, что британцы располагались в отдалении от дворца, английские солдаты не могли принимать участия в грабежах и этим занимались лишь офицеры, обладавшие большей свободой передвижения. Для восстановления справедливости командовавший английскими войсками генерал Грант создал комиссию по справедливому распределению награбленного между военнослужащими.
Захват дворца показал, что китайская армия после недавних поражений отказалась от всякого сопротивления. Наступление к северу с целью её преследования не обещало успеха, лишь чрезмерно растягивая коммуникации. Поэтому было решено вернуться к Пекину, чтобы его захватом повлиять на скорейшее заключение мира.
10 октября союзники стали лагерем у городской стены. Китайской стороне был выдвинут ультиматум: союзники для обеспечения посольств при ведении дальнейших переговоров в Пекине потребовали передачи под их контроль крепостных ворот Аньдинмэнь. В случае, если ворота не будут уступлены до 13 октября, союзники угрожали взять их силой и начать артобстрел города.
13 октября в 10 часов утра великий князь Гун прислал от себя уполномоченного Хань Ци, который старался отговорить союзников от требований передачи ворот, или хотя бы оттянуть время передачи. Лишь за несколько минут до полудня, когда артиллерийская прислуга союзников уже заняла места возле орудий, ворота были отворены и переданы генералу Нэйпиру.

## Результаты
24—25 октября 1860 года был подписан Пекинский договор, по которому цинское правительство согласилось выплатить Великобритании и Франции 8 миллионов лянов контрибуции, открыть для иностранной торговли Тяньцзинь, разрешить использовать китайцев в качестве рабочей силы (кули) в колониях Великобритании и Франции. К Великобритании с этого момента переходила южная часть Цзюлунского полуострова. Постоянный поток продававшегося британцами в Китай опиума привёл к гигантскому распространению наркомании среди китайцев, деградации и массовому вымиранию населения.
14 ноября 1860 года Цинская империя подписала с Россией Пекинский трактат о границе по Амуру и Уссури.